# Sora Ogawa
Sora Ogawa (japanisch 小川 大空 Ogawa Sora; * 18. Oktober 1999 in der Präfektur Osaka) ist ein japanischer Fußballspieler.

## Karriere
Sora Ogawa erlernte das Fußballspielen in der Schulmannschaft der Hannan University High School sowie in der Universitätsmannschaft der Osaka University of Health and Sport Sciences. Vom 14. September 2021 bis Saisonende wurde er von der Universität an den Ehime FC ausgeliehen. Der Verein aus Matsuyama, einer Stadt in der Präfektur Ehime, spielt in der zweiten japanischen Liga. Sein Zweitligadebüt gab er am 25. September 2021 (31. Spieltag) im Heimspiel gegen Montedio Yamagata. Hier wurde er in der 85. Minute für Taishi Nishioka eingewechselt. Yamagata gewann das Spiel 4:0. Am Saisonende belegte er mit Ehime den 20. Tabellenplatz und stieg in die dritte Liga ab. Nach der Ausleihe wurde er am 1. Februar 2022 von Ehime fest unter Vertrag genommen. Am Ende der Saison 2023 feierte er mit Ehime die Drittligameisterschaft und den Aufstieg in die zweite Liga. Nach 88 Ligaspielen für Ehime wechselte er im Januar 2025 zum Erstligaabsteiger Sagan Tosu.

## Erfolge
Ehime FC
- Japanischer Drittligameister: 2023  ▲